# Abel Rey
Abel Rey (Chalon-sur-Saône, 29 december 1873 - Parijs, 13 januari 1940) was een Frans filosoof en wetenschapshistoricus. Hij was een student van Émile Boutroux, Émile Picard en Paul Tannery. Zijn filosofie is sterk positivistisch van aard en focust zich vooral op de vroege geschiedenis van de wetenschappen.

## Biografie
Rey was in zijn jeugd geëngageerd in de socialistische beweging. Samen met zijn vrienden Marcel Mauss en François Simiand werd Rey een volger van Hubert Lagardelle.
Na zijn studies werd hij professor aan de universiteit van Bourgondië, waar hij een laboratorium oprichtte voor de experimentele psychologie. Hier ontmoette hij ook Lucien Febvre, met wie hij bevriend raakte.
Hij volgde later Gaston Milhaud op als professor in de wetenschapsgeschiedenis aan de Sorbonne. Zelf werd hij opgevolgd door Gaston Bachelard.
Rey was een van de oprichters van het instituut van wetenschaps- en techniekgeschiedenis (l’Institut d’histoire des sciences et des techniques). Dit instituut wilde de samenwerking tussen de verschillende disciplines, met name filosofie en wetenschap, bevorderen. Hij werkte mee aan het Centre international de synthèse en was tevens medewerker aan de International Encyclopedia of Unified Science.

## Filosofie
De filosofie van Abel Rey kan beschreven worden als een vorm van positivisme, of ‘absoluut positivisme’ (positivisme absolu) zoals hij het zelf typeerde. Volgens Rey kan de filosofie niets bijdragen of toevoegen aan de wetenschap, maar moet zij slechts de resultaten en methoden van de wetenschap beschrijven en bespreken. Zelf zag hij zich dan ook als ‘wetenschapper’ eerder dan ‘positivist’.
In feite verschillen filosofie en wetenschap niet essentieel van elkaar, maar slechts qua perspectief. In die zin maakt Rey gebruik van wetenschapsgeschiedenis om dit alternatieve perspectief van filosofie uit te werken. Wetenschapsfilosofie en wetenschapsgeschiedenis vallen hier samen. Hij zet zich ook af, in de lijn van  Auguste Comte, tegen abstracte vormen van epistemologie die losstaan van de feitelijke geschiedenis van het denken. Voor Rey staat wetenschapsgeschiedenis niet los van de algemene geschiedenis van de samenleving. In dat verband is er nog een andere parallel te trekken met Auguste Comte: ook Rey schreef aan de wetenschap een quasi-religieuze rol toe in de samenleving.
De boeken van Rey focussen zich vooral op de vroege wetenschapsgeschiedenis, namelijk bij de Oude Grieken of zelfs verder terug in de tijd. In La science dans l’Antiquité (1930-1933) betoogde Rey dat de oorsprong van de wetenschap in Oosterse landen gezocht moet worden, zoals Egypte. Wetenschap en religie hebben daarbij een gemeenschappelijke oorsprong in de mythe. Analoog met Henri Bergson stelt Rey dat de opkomst van het rationele denken moet gezocht worden in de geschiedenis van de technologie. Die technologie was in eerste instantie niet te onderscheiden van magie en is pas op een later tijdstip geseculariseerd.
Rey zag de rede als een mentaal gereedschap (outillage mental) van de menselijke soort. Geïnspireerd door auteurs als Bergson en Ernst Mach probeerde Rey een biologische theorie van wetenschap en redelijkheid op te stellen. Het verstand is in dat verband een hulpmiddel dat de mens gebruikt in zijn confrontatie met zijn omgeving. In die zin verdedigde Rey een vorm van psychologisme: de studie van de rede behoort toe aan de psychologie en sociologie, niet de logica.